# Michael Winterbottom
Michael Winterbottom (Blackburn, 29 marzo 1961) è un regista e sceneggiatore inglese.

## Biografia
Candidato per la Palma d'oro al Festival di Cannes per tre volte, con i film Benvenuti a Sarajevo, Wonderland e 24 Hour Party People, Michael Winterbottom ha vinto l'Orso d'oro al Festival di Berlino 2003 con il film Cose di questo mondo. Sempre al Festival di Berlino, nell'edizione 2006, è stato premiato con l'Orso d'argento per la miglior regia per il film The Road to Guantanamo.

## Filmografia

### Cinema
- Butterfly Kiss - Il bacio della farfalla (Butterfly Kiss) (1995)
- Go Now (1995)
- Jude (1996)
- Benvenuti a Sarajevo (Welcome to Sarajevo) (1997)
- I Want You (1998)
- Wonderland (1999)
- With or Without You - Con te o senza di te (With or Without You) (1999)
- Le bianche tracce della vita (The Claim) (2000)
- 24 Hour Party People (2002)
- Cose di questo mondo (In This World) (2002)
- Codice 46 (Code 46) (2003)
- 9 Songs (2004)
- A Cock and Bull Story (2005)
- The Road to Guantanamo – documentario (2006)
- A Mighty Heart - Un cuore grande (A Mighty Heart) (2007)
- Genova - Un luogo per ricominciare (Genova) (2008)
- The Killer Inside Me (2010)
- Trishna (2011)
- Everyday (2012)
- The Look of Love (2013)
- Meredith - The Face of an Angel (The Face of an Angel) (2014)
- On the Road (2016)
- The Wedding Guest - L'ospite sconosciuto (The Wedding Guest) (2018)
- Greed - Fame di soldi (Greed) (2019)
- Shoshana (2023)

### Televisione
- Ingmar Bergman: The Magic Lantern – documentario TV (1989)
- Dramarama – serie TV, episodio 7x07 (1989)
- Rosie the Great – film TV (1989)
- Forget About Me – film TV (1990)
- Shrinks – serie TV, episodio 1x05 (1991)
- Time Riders – serie TV, 4 episodi (1991)
- Boon – serie TV, episodio 6x09 (1991)
- Under the Sun – film TV (1992)
- Alleyn Mysteries – serie TV, episodio 1x04 (1993)
- Screenplay – serie TV, episodio 8x01 (1993)
- Cracker – serie TV, episodi 1x01-1x02 (1993)
- Family – serie TV, 4 episodi (1994)
- The Shock Doctrine – documentario (2009)
- The Trip – serie TV, 6 episodi (2010)
- The Trip to Italy (2014)
- The Trip to Spain (2017)
- The Trip to Greece (2020)
- This England – miniserie TV (2022)